# Karlskrona
Karlskrona() è una città svedese situata nella parte meridionale del paese e affacciata sul mar Baltico. È sede del comune omonimo e capoluogo della contea di Blekinge. Karlskrona è conosciuta come l'unica città barocca della Svezia e ospita la più grande base navale svedese e il quartier generale della Guardia Costiera svedese.
Storicamente, la città ha ospitato una minoranza tedesca, permettendo così la formazione di una chiesa tedesca, la Heliga Trefaldighetskyrkan. La città contava anche ebrei tra la sua popolazione.
La città ha dato i natali allo scrittore e poeta Sven Lidman.
Nel 1998, alcune parti della città, tra cui la base navale di Karlskrona, sono state dichiarate patrimonio dell'umanità dall'UNESCO.

## Geografia fisica
Il centro della città è situato sull'isola di Trossö. L'isola di Stumholmen era in precedenza di proprietà della Marina e oggi ospita il Museo Navale.

## Storia
Sotto la dominazione danese, l'isola su cui è stata costruita Karlskrona, Trossö, era utilizzata principalmente per l'agricoltura e il pascolo. Nel XVI secolo si trovava un'altra città più antica, chiamata Lyckeby o Lyckå (oggi un quartiere cittadino di Karlskrona). Nel 1599, il re Cristiano IV di Danimarca fondò una nuova città, Kristianopel, poco più in là. Lyckeby perse i suoi privilegi cittadini, che furono trasferiti alla nuova città, e il castello di Lyckeby fu abbattuto.
Con il Trattato di Roskilde del 1658, durante la Seconda Guerra del Nord, il Blekinge passò sotto il dominio svedese. Negli anni successivi, il governo svedese sviluppò dei piani per trasferire la maggior parte della Marina Reale Svedese dall'area di Stoccolma a una località più a sud.
La città è stata rifondata nel 1680 quando vi fu trasferita la sede della Marina militare svedese, il nome della città fu scelto in onore del sovrano Carlo XI e significa corona di Carlo.

## Luoghi d'interesse
Nella città sono tuttora visibili gli edifici costruiti all'epoca della fondazione e risalenti al XVII e inizio XVIII secolo.
- La chiesa Fredrikskyrkan, inaugurata nel 1744, fu progettata da Nicodemus Tessin il Vecchio che fu influenzato dall'architettura europea, differisce infatti molto dalla linea abituale delle chiese svedesi.
- La chiesa di Heliga Trefaldighetskyrkan la cui costruzione, basata su disegni di Tessin, ebbe luogo tra il 1697 e il 1709 è localizzata nella piazza del mercato nel centro della città. Il tetto a cupola deriva da influenze dell'architettura italiana.
- La terza chiesa è quella dell'ammiragliato, costruita nel 1685 in legno dipinto del tipico rosso Falun, è la più grande chiesa svedese costruita in legno.
- Le installazioni del porto navale di Karlskrona sono state dichiarate nel 1998 Patrimonio dell'umanità dall'UNESCO.

## Galleria d'immagini

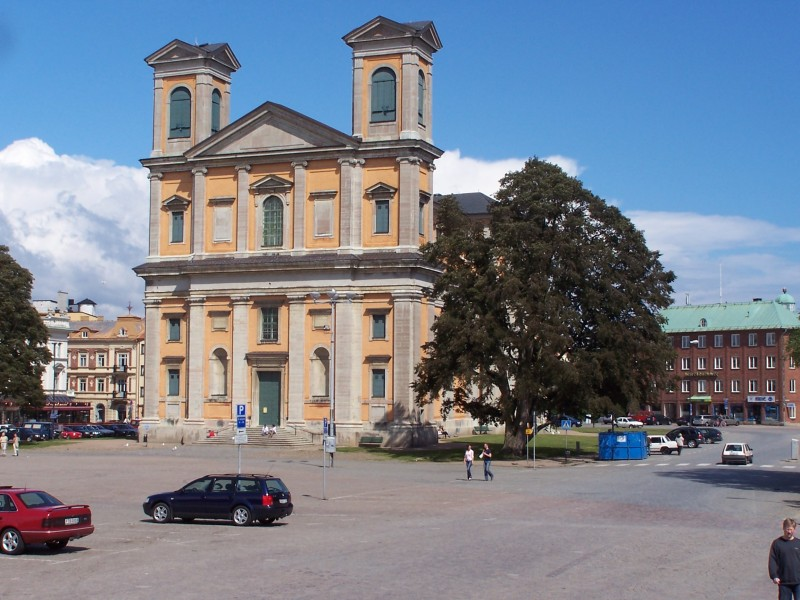
Il duomo, Fredrikskyrkan
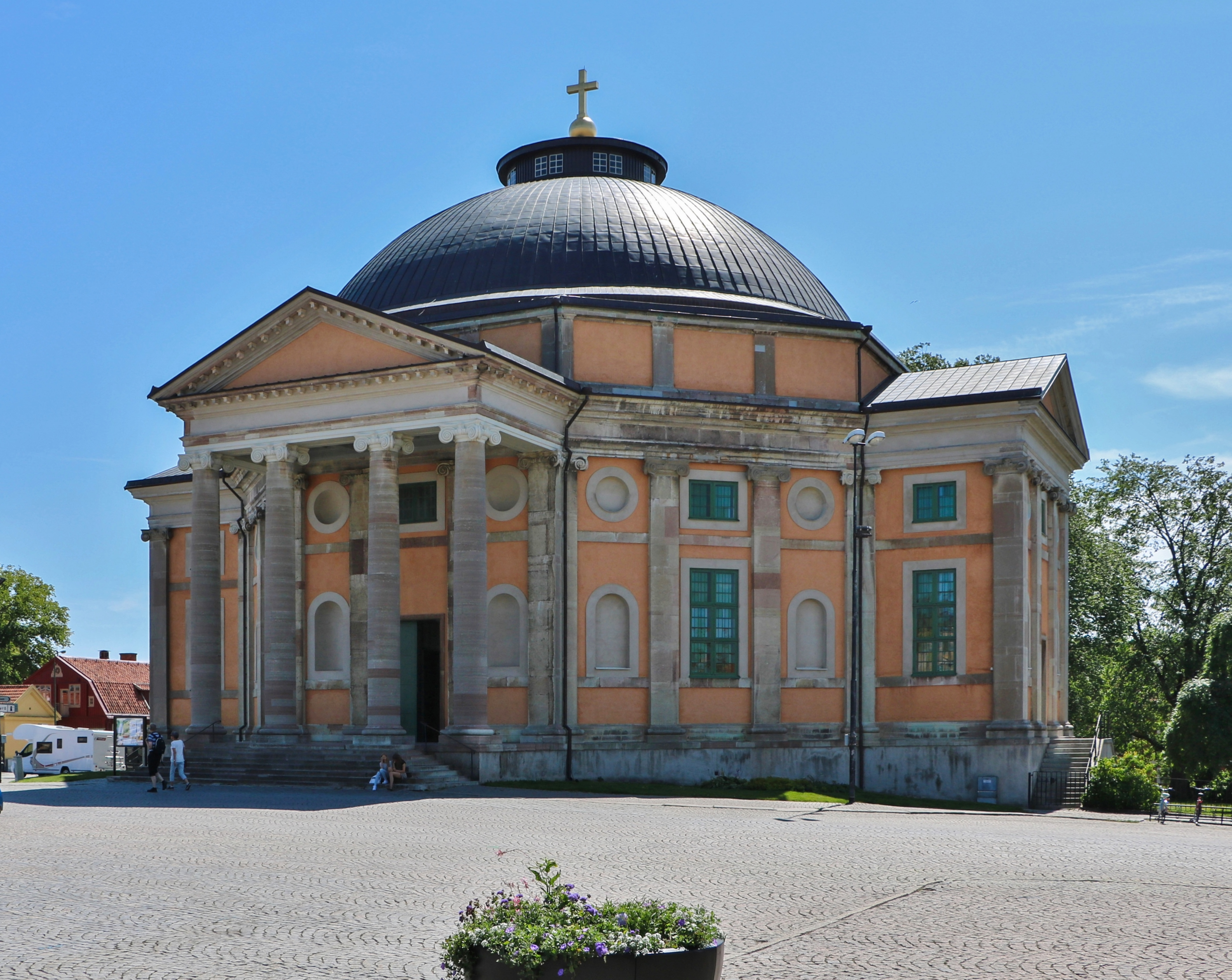
La chiesa della Trinità, Trefaldighetskyrkan
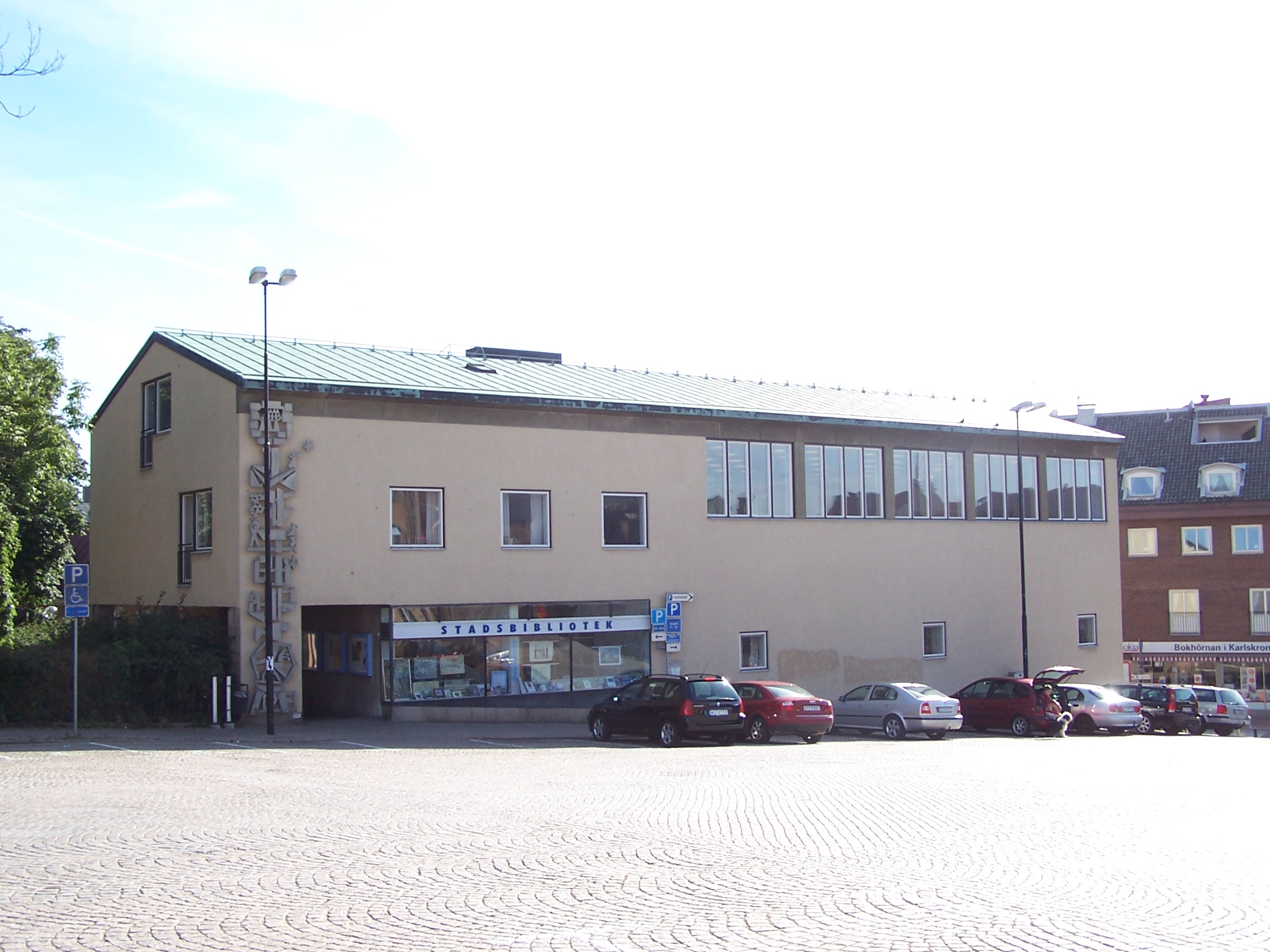
La biblioteca pubblica
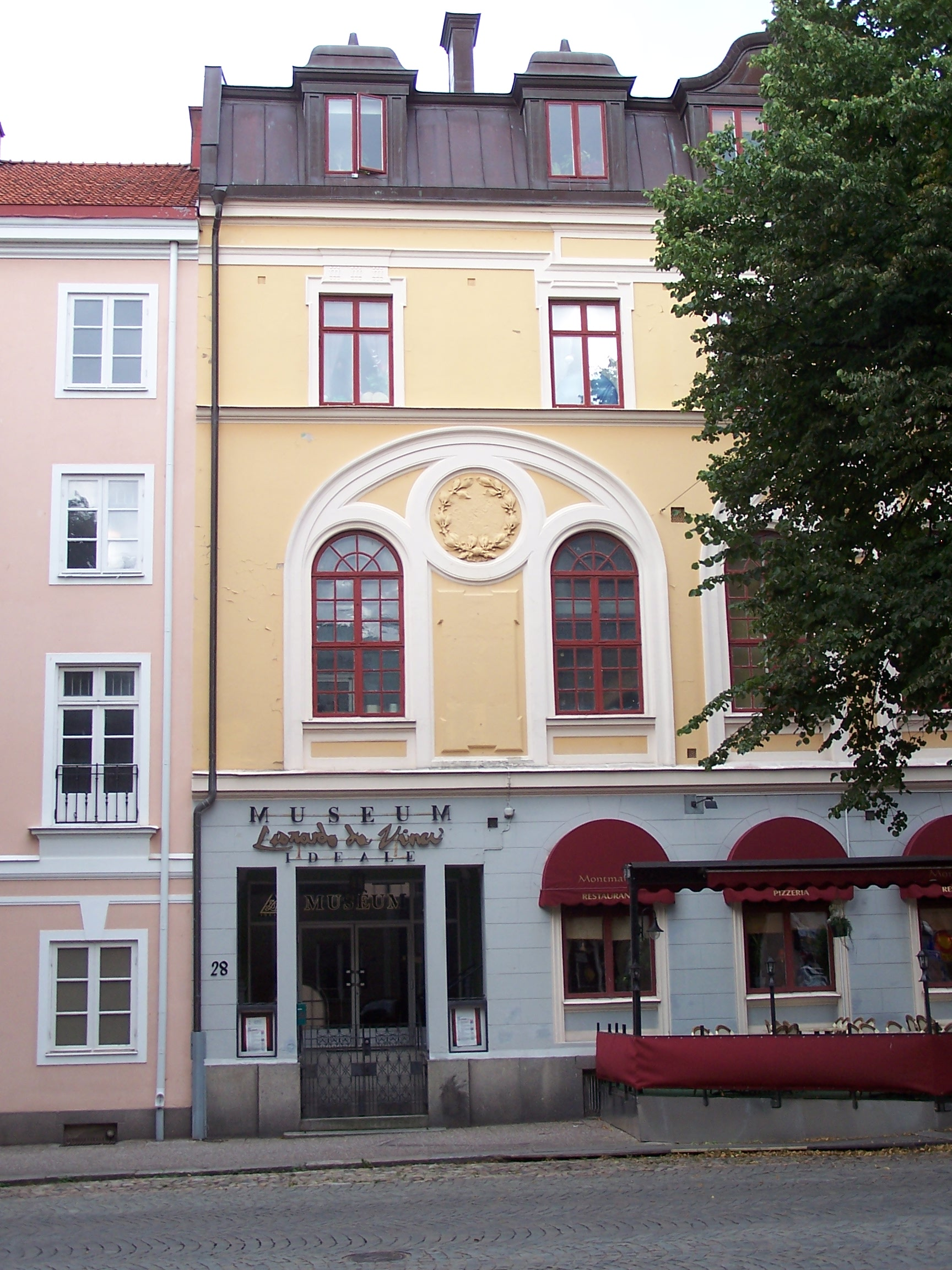
Museo Collezione Kulenovic
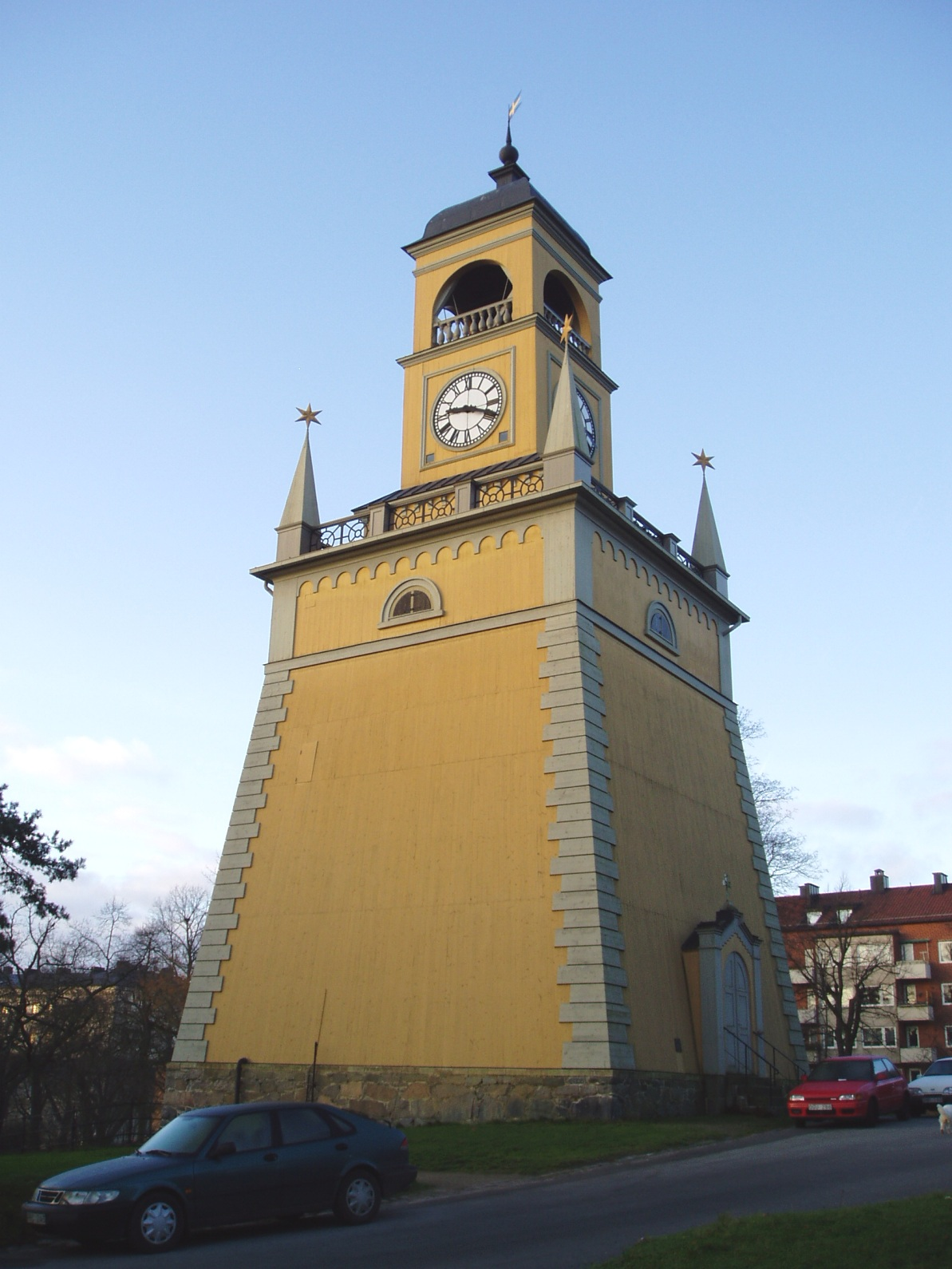
Admiralstorn (la torre campanaria)
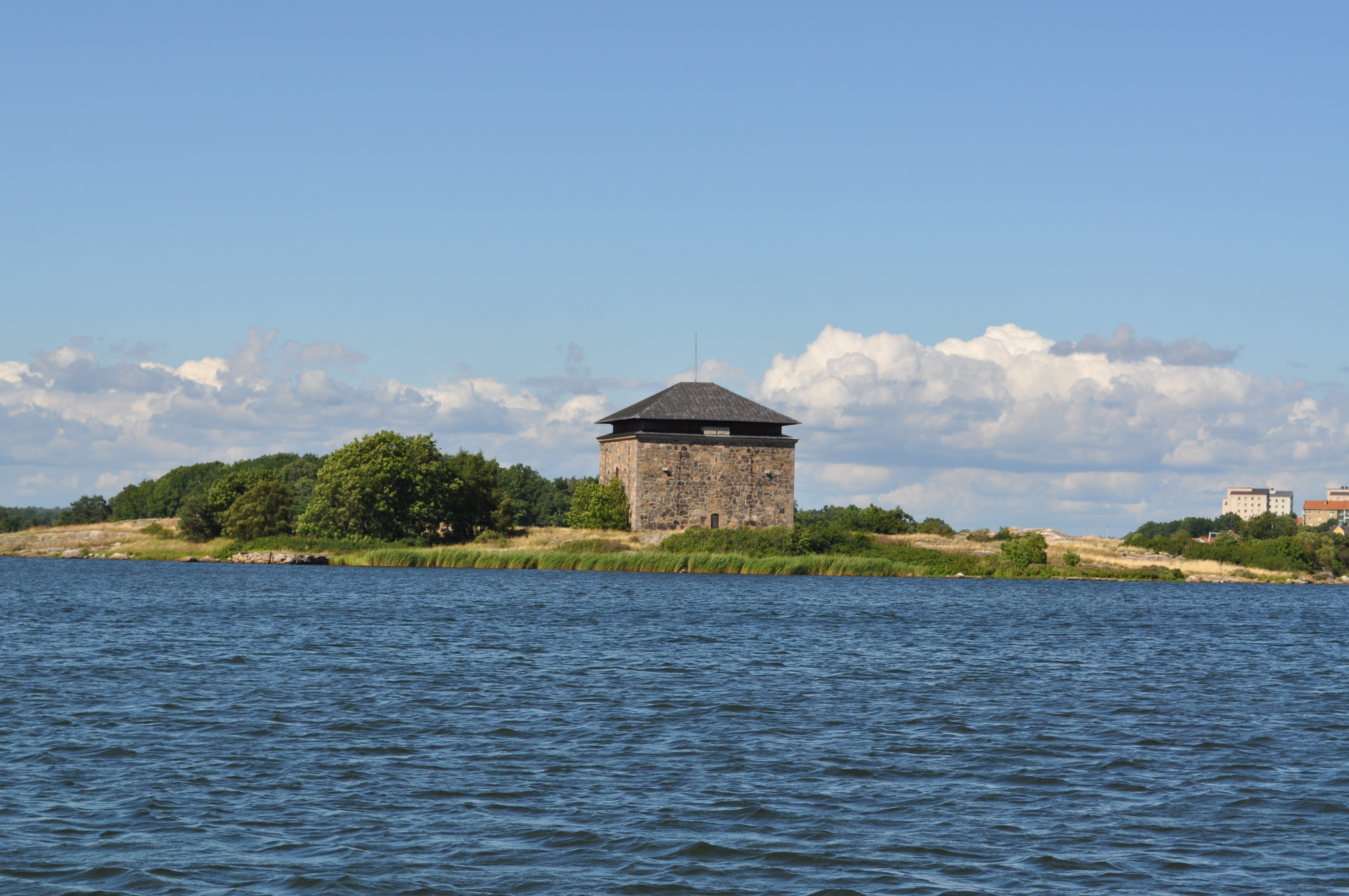
Casa Gunpowder
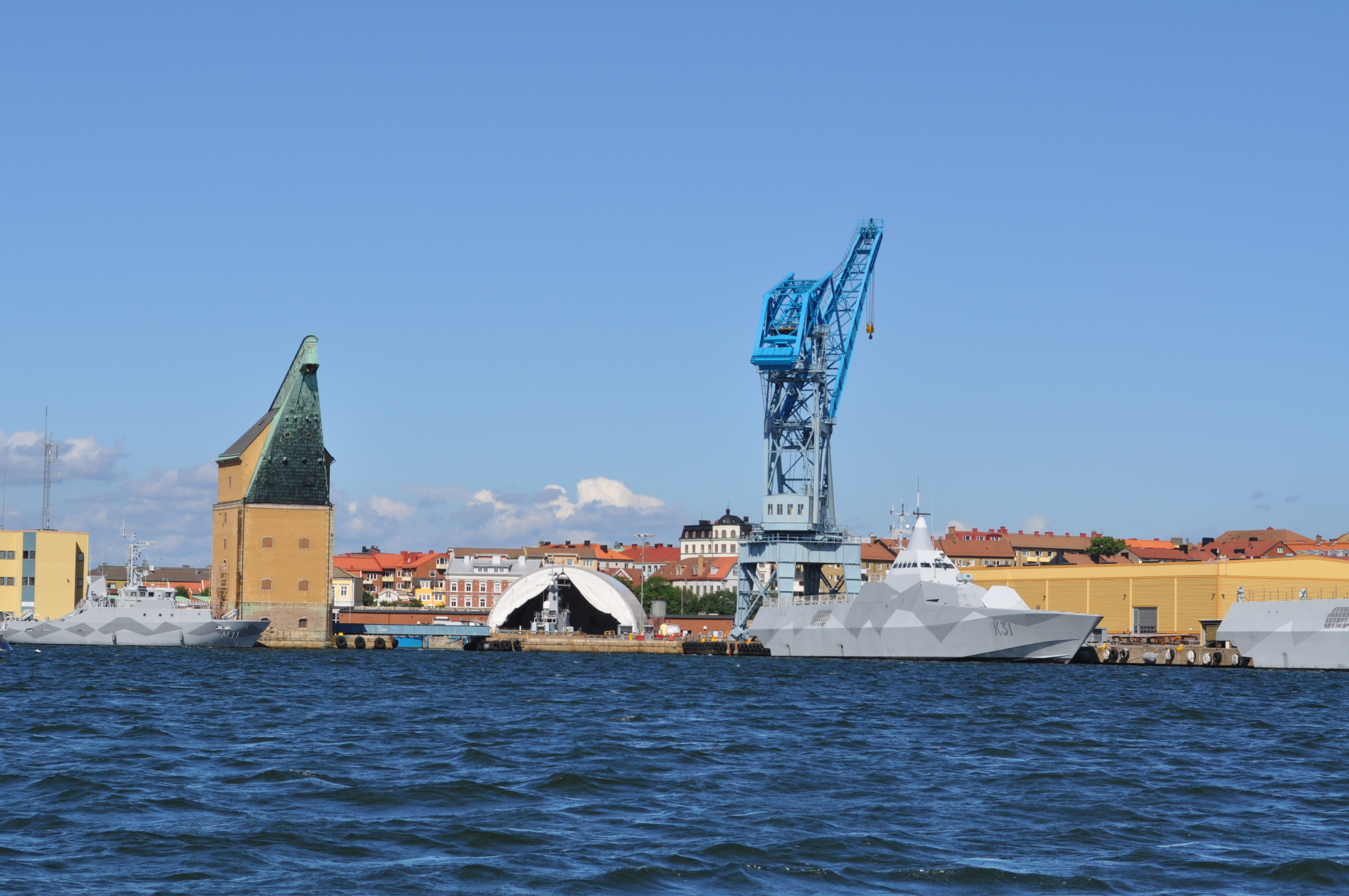
Il porto
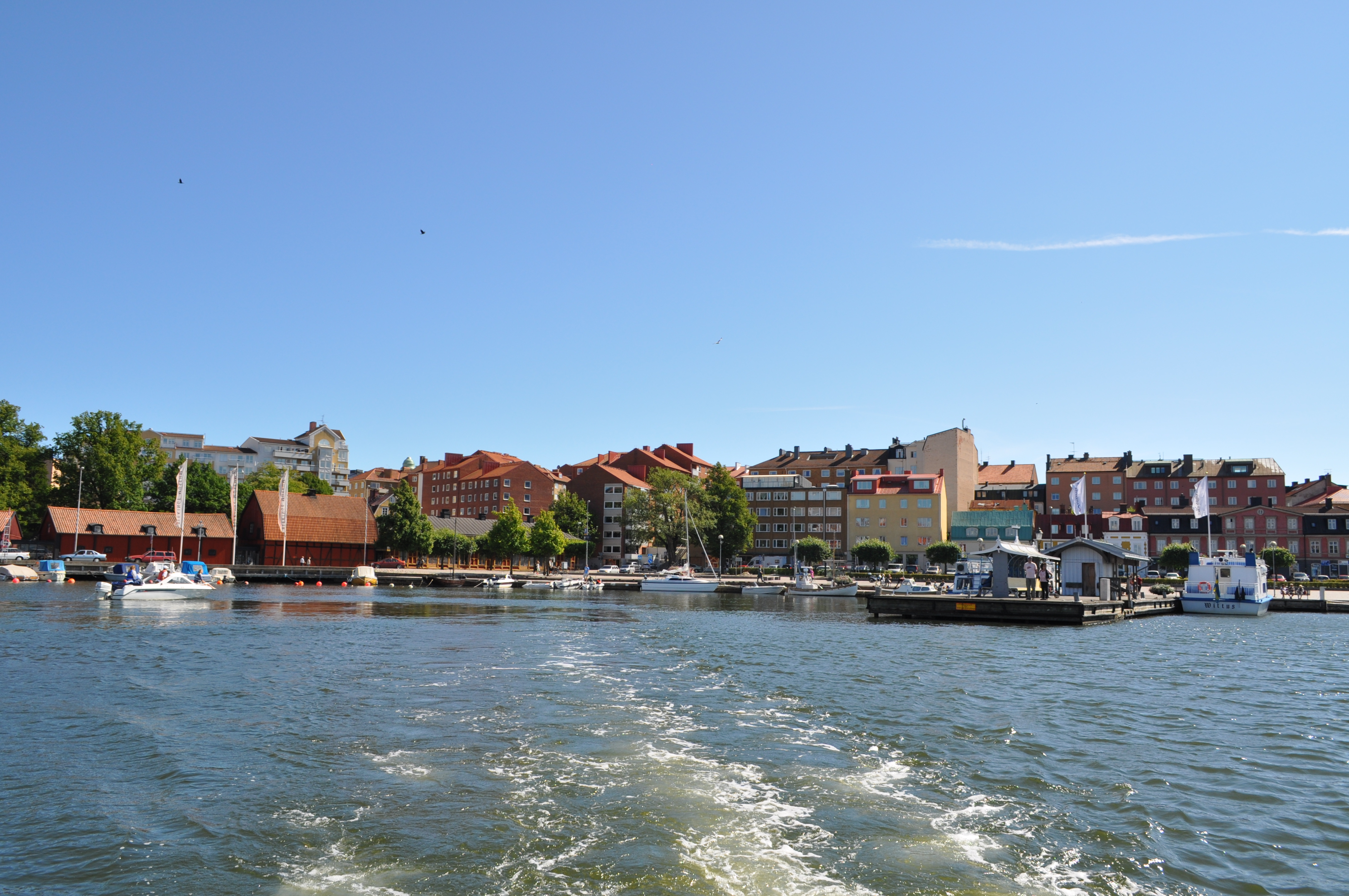
Fiskbron, il vecchio porto nel centro di karlskrona
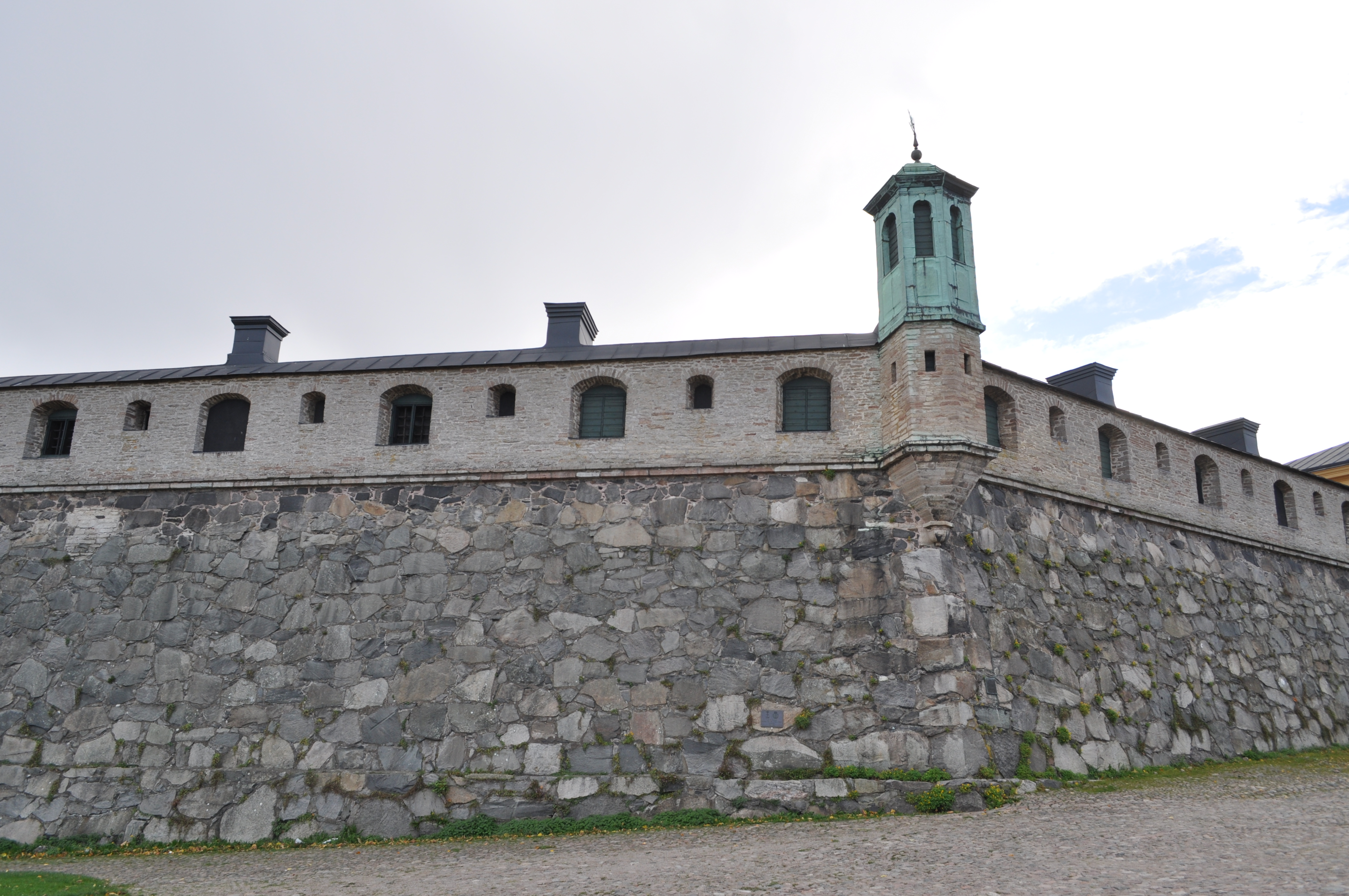
Il Bastione Aurora
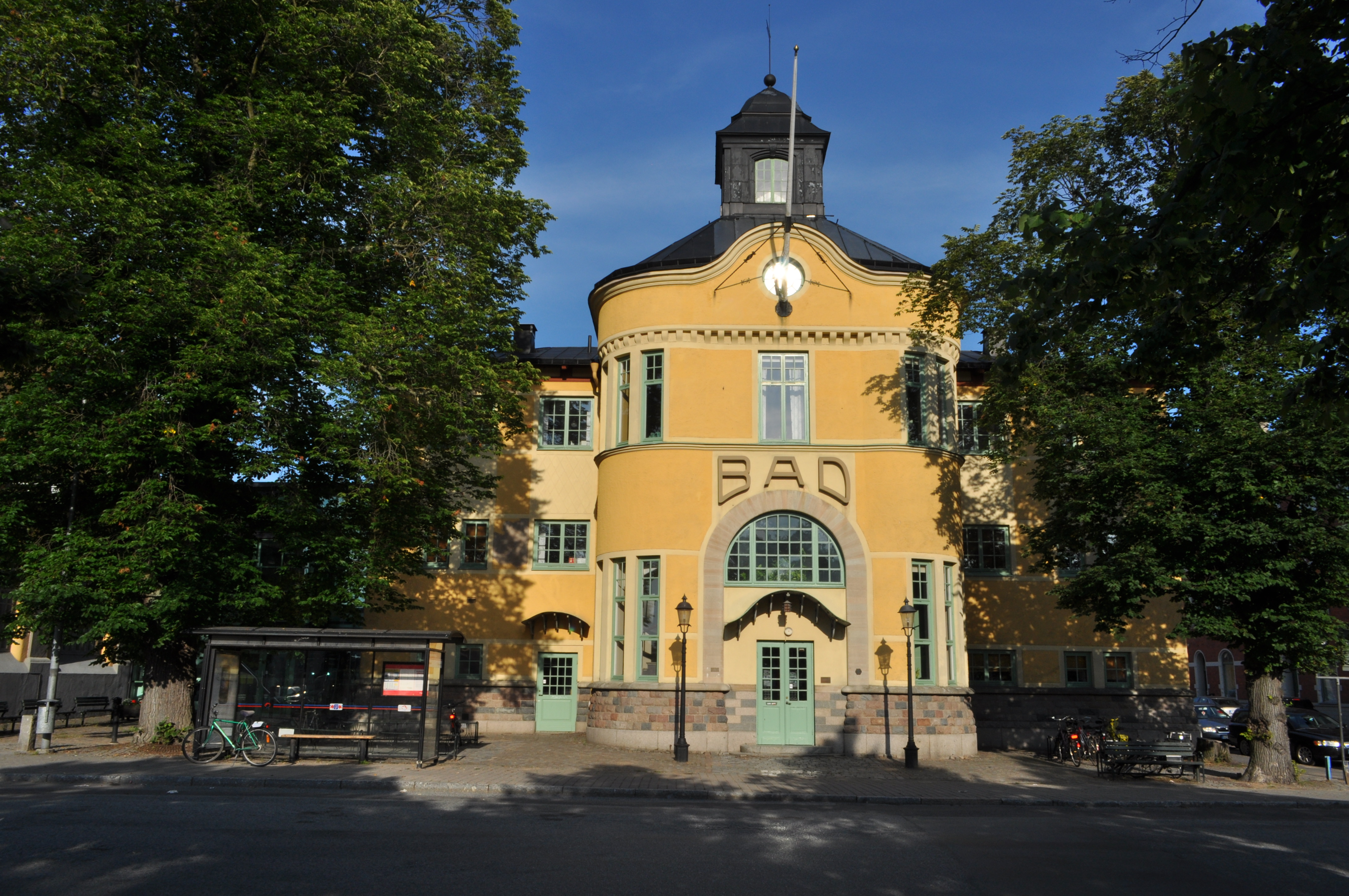
La casa-bagno a Karlskrona
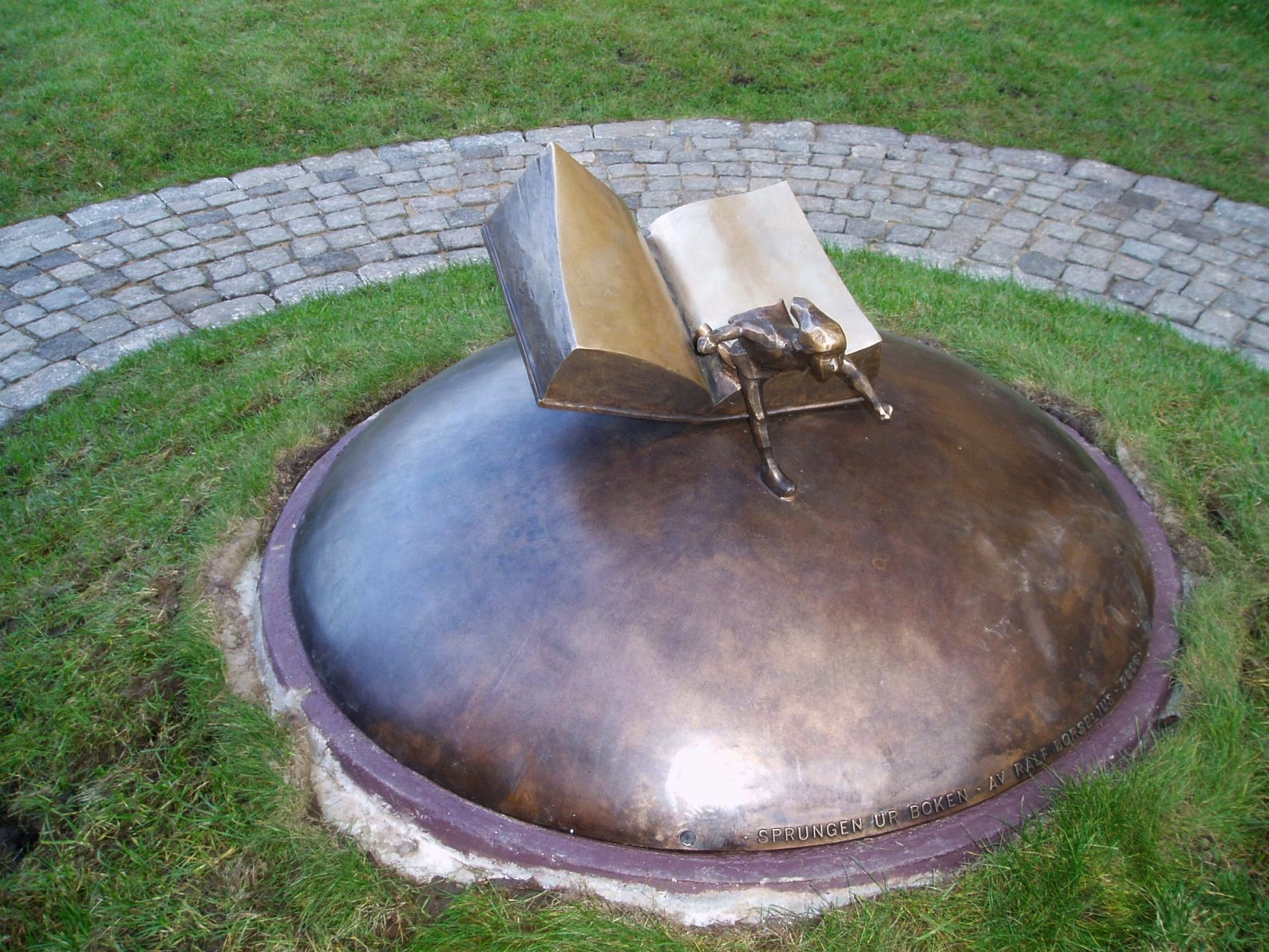
Nils Holgersson, statua fatta da Ralf Borselius
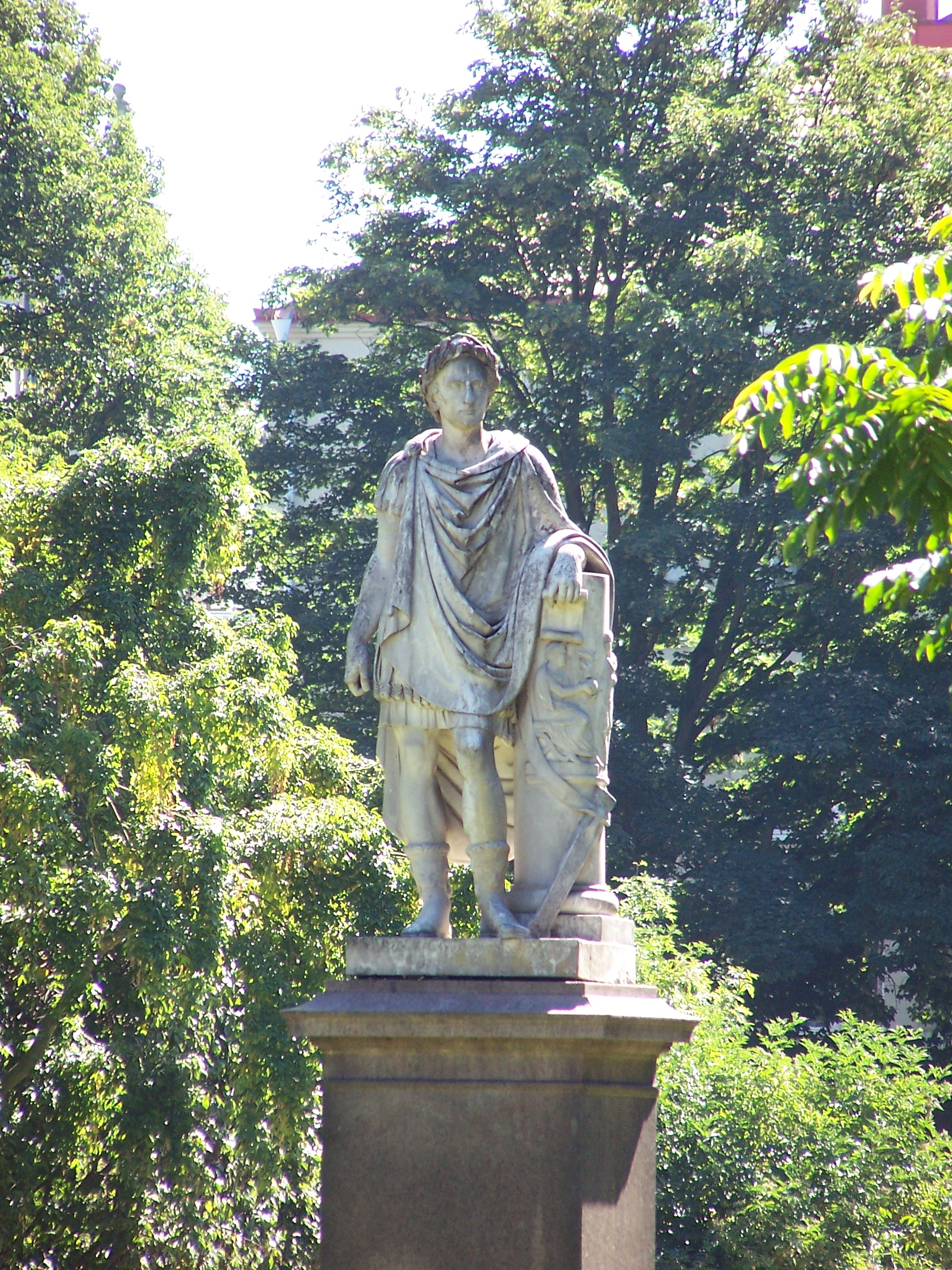
Statua del Re Carlo XIII